# Joseph Eugène Dubois
Pour les articles homonymes, voir Dubois.
 (novembre 2010).
Si vous disposez d'ouvrages ou d'articles de référence ou si vous connaissez des sites web de qualité traitant du thème abordé ici, merci de compléter l'article en donnant les références utiles à sa vérifiabilité et en les liant à la section « Notes et références ».
Joseph Eugène Dubois est un médailleur français, né à Paris le 9 novembre 1795 et mort à Lignières-la-Doucelle (Mayenne) le 16 octobre 1863.

## Biographie
Joseph Eugène Dubois est l'élève de Charles-Antoine Bridan et de Jean-Pierre Droz à l'Académie royale de peinture et de sculpture. Attaché sous la Restauration à la Monnaie de Paris, il exécute plusieurs ouvrages remarquables par la finesse, la correction et la souplesse de burin.

## Médailles
- la médaille décernée par la ville de Montpellier à François-Xavier Fabre.
- la cathédrale de Paris, avec un plan de ce monument au revers.
- la médaille de l'abbé Godinot, commandée par la ville de Reims.
- la médaille de Parmentier, d'Hippocrate, pour la commission des monnaies.
- les effigies de la duchesse de Berry, du duc de Bordeaux et de Mademoiselle.
- la médaille du roi Joseph Bonaparte.

## Galerie

Œuvres de Joseph Eugène Dubois
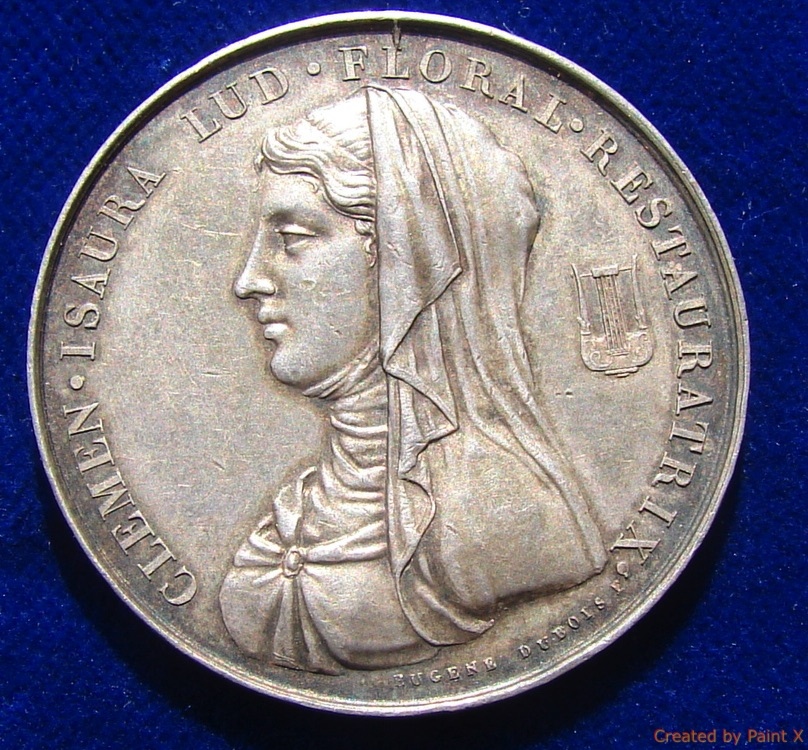
Toulouse 1819 Clémence Isaure et les Jeux Floraux, avers.
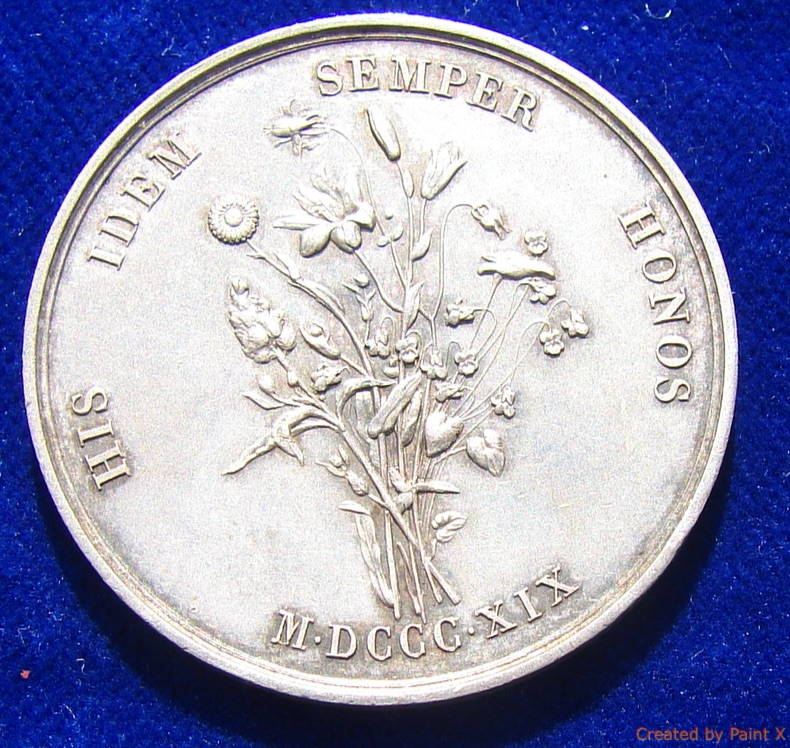
Toulouse 1819 Clémence Isaure et les Jeux Floraux, revers.
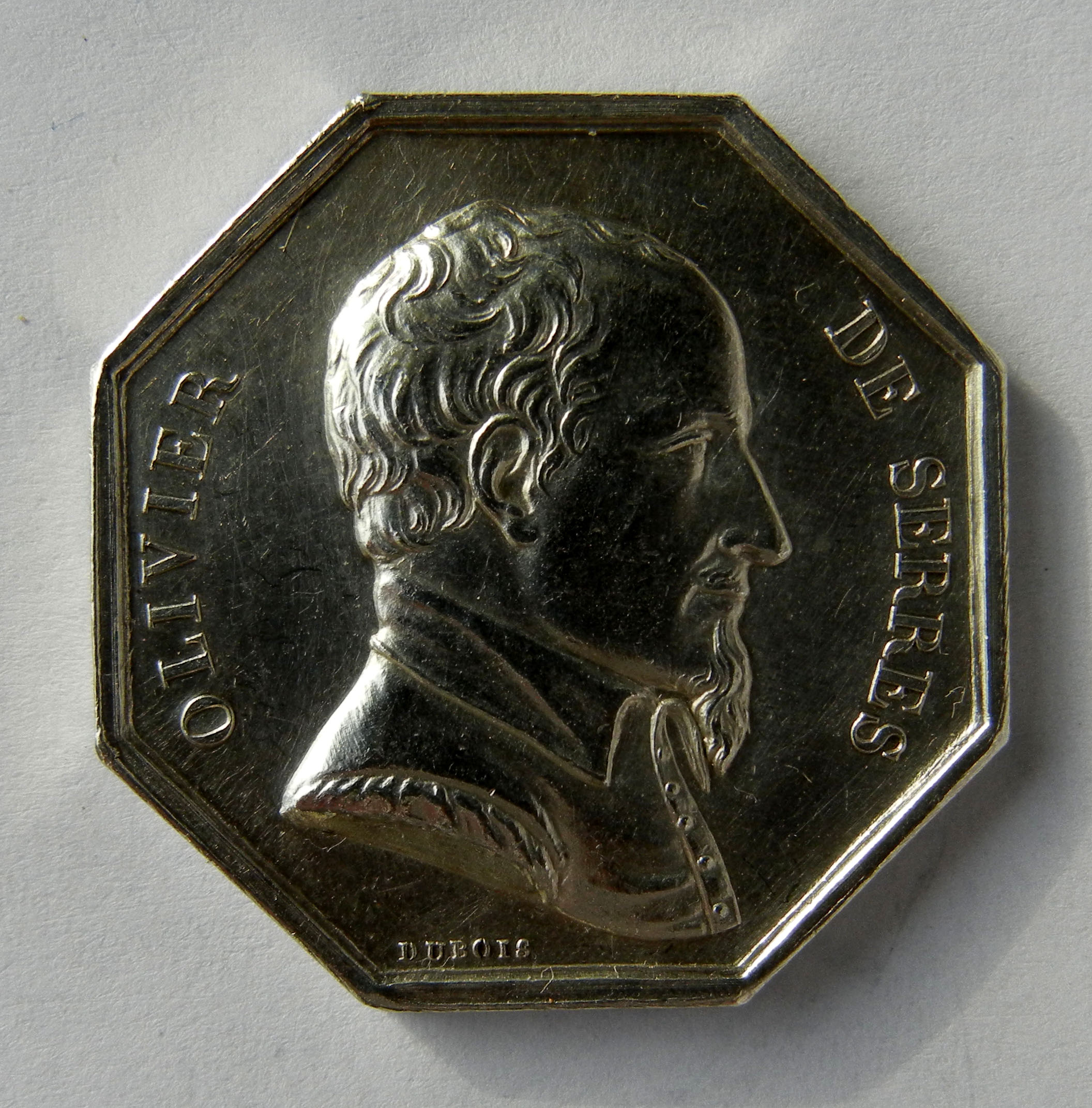
Société royale d'agriculture de Toulouse. 1825, médaille en argent, avers.
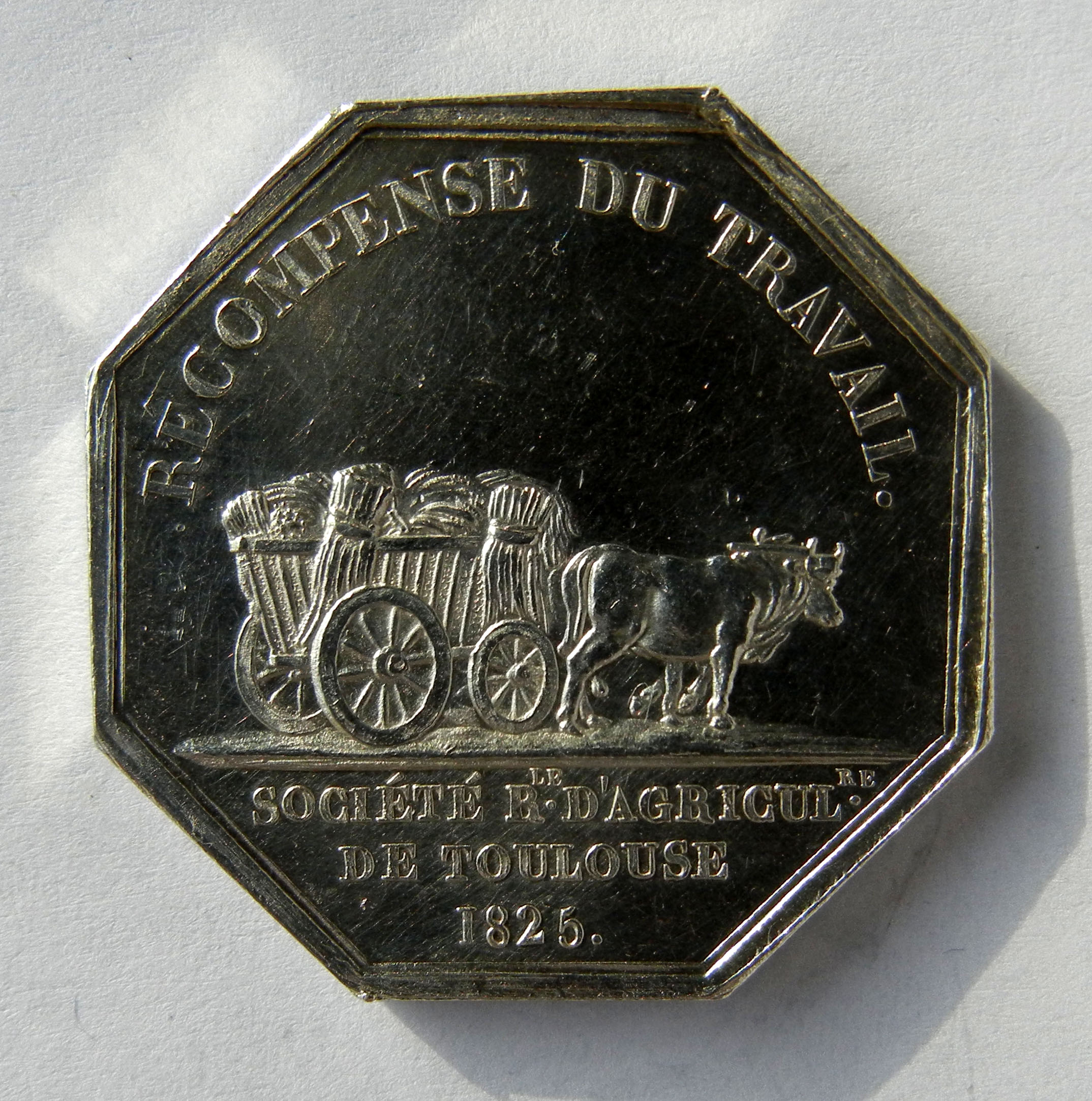
Société royale d'agriculture de Toulouse. 1825, médaille en argent, revers.